# Лочица об Савини
Лочица об Савини (на словенски: Ločica ob Savinji) е село в Словения, Савински регион, община Ползела. Според Националната статистическа служба на Република Словения през 2015 г. селото има 911 жители.